# Naciek kożuchowy

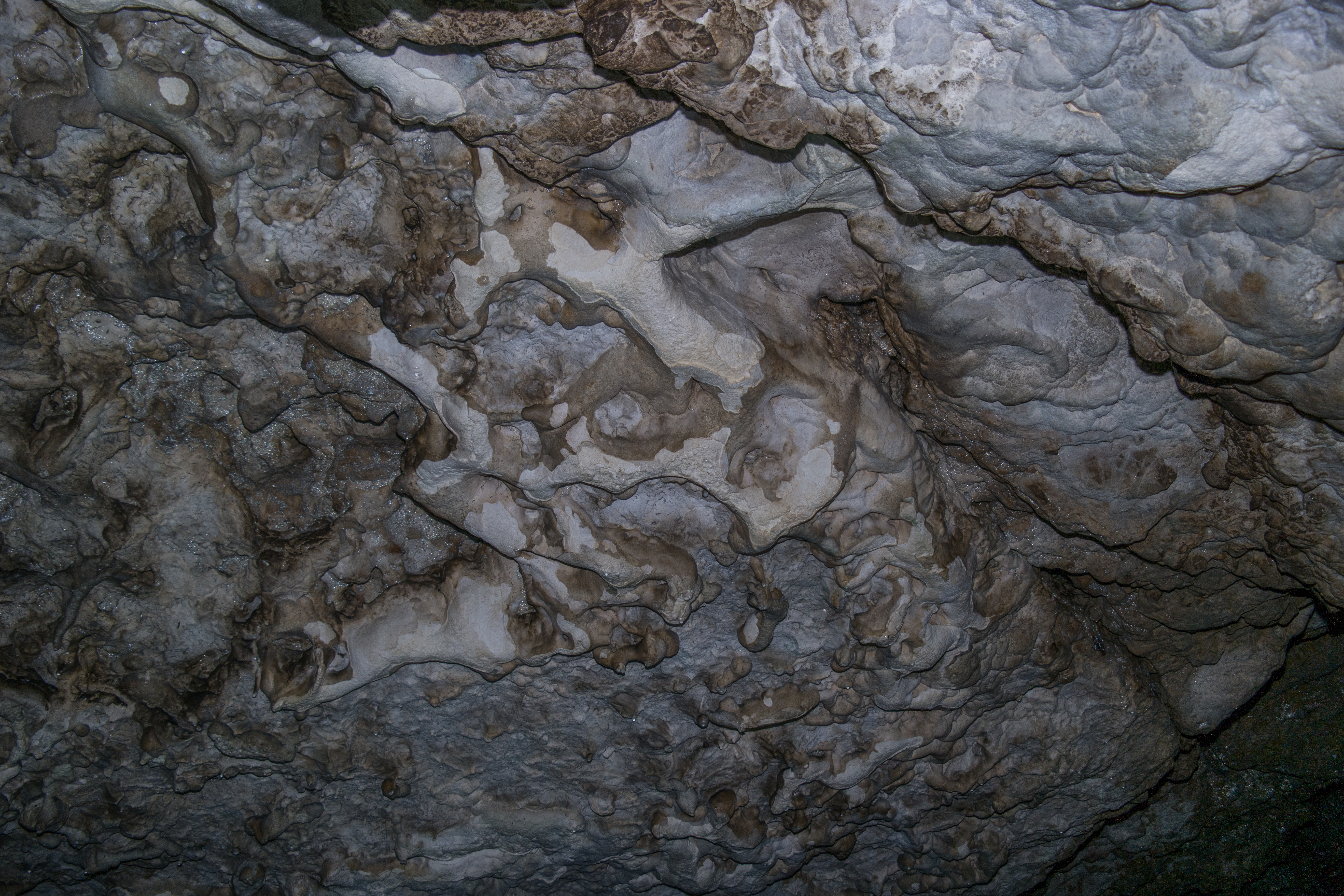
Naciek kożuchowy

Naciek kożuchowy – rodzaj nacieku jaskiniowego zaliczany do grupy nacieków miękkich. Powstaje z mleka wapiennego na ścianach i stropach jaskiń. Ma postać wylewających się ze skalnych szczelin i otworów kożuchów, które mogą osiągnąć grubość do kilkudziesięciu cm.
W Polsce nacieki kożuchowe występują np. w najwyższym piętrze jaskini Szczelina Chochołowska, za oknem. Pokrywają warstwą o grubości do kilkudziesięciu cm strop i ściany. Charakterystyczne są wylewające się ze szczelin jęzory tych kożuchów, osiągające długość do 75 cm. Nacieki kożuchowe w tej jaskini są suche i przeważnie białe, czasami szarawe, o powierzchni pokrytej drobnymi nierównościami Często występuje na nich delikatne, pilśniowate kryształki lublinitu.